# Paraclinus
Paraclinus es un género de peces marinos de la familia de los labrisómidos, en el orden de los Perciformes.

## Especies
Existen las siguientes especies en este género:
- Paraclinus altivelis (Lockington, 1881)
- Paraclinus arcanus (Guimarães & Bacellar, 2002)
- Paraclinus barbatus (Springer, 1955)
- Paraclinus beebei (Hubbs, 1952)
- Paraclinus cingulatus (Evermann & Marsh, 1899)
- Paraclinus ditrichus (Rosenblatt & Parr, 1969)
- Paraclinus fasciatus (Steindachner, 1876)
- Paraclinus fehlmanni (Springer & Trist, 1969)
- Paraclinus grandicomis (Rosén, 1911)
- Paraclinus infrons (Böhlke, 1960)
- Paraclinus integripinnis (Smith, 1880)
- Paraclinus magdalenae (Rosenblatt & Parr, 1969)
- Paraclinus marmoratus (Steindachner, 1876)
- Paraclinus mexicanus (Gilbert, 1904)
- Paraclinus monophthalmus (Günther, 1861)
- Paraclinus naeorhegmis (Böhlke, 1960)
- Paraclinus nigripinnis (Steindachner, 1867)
- Paraclinus rubicundus (Starks, 1913)
- Paraclinus sini (Hubbs, 1952)
- Paraclinus spectator (Guimarães & Bacellar, 2002)
- Paraclinus stephensi (Rosenblatt & Parr, 1969)
- Paraclinus tanygnathus (Rosenblatt & Parr, 1969)
- Paraclinus walkeri (Hubbs, 1952)